# Hofmeisterella
Hofmeisterella là một chi thực vật có hoa trong họ Lan.